# Angelo Comastri
Angelo Comastri (Sorano, 17 settembre 1943) è un cardinale e arcivescovo cattolico italiano, dal 20 febbraio 2021 vicario generale emerito di Sua Santità per la Città del Vaticano e per le ville pontificie di Castel Gandolfo, arciprete emerito della basilica di San Pietro in Vaticano e presidente emerito della Fabbrica di San Pietro.

## Biografia
Nato nel 1943 in un'umile famiglia contadina di Sorano, in provincia di Grosseto, è figlio di Fernando Comastri e Beneria Scossa (1922 - 2006).

### Formazione e ministero sacerdotale
Ha compiuto gli studi ginnasiali nel seminario di Pitigliano e quelli liceali nel seminario regionale di Viterbo. Ha poi completato la formazione nel seminario romano maggiore frequentando la Pontificia Università Lateranense, dove ha conseguito la licenza in teologia.
L'11 marzo 1967 è ordinato presbitero dal vescovo Luigi Boccadoro.
Viene dapprima nominato vicerettore nel seminario diocesano di Pitigliano, quindi nel 1968 è chiamato a lavorare a Roma nella Congregazione per i vescovi e, contemporaneamente, ricopre il ruolo di padre spirituale nel Pontificio Seminario Romano Minore.
Nel 1971 lascia Roma per assumere la direzione del seminario della sua diocesi e nel 1979 diventa parroco di Porto Santo Stefano, all'Argentario, incarico che lascerà undici anni dopo.

### Ministero episcopale e cardinalato

#### Vescovo di Massa Marittima-Piombino
Il 25 luglio 1990 papa Giovanni Paolo II lo nomina vescovo di Massa Marittima-Piombino; succede a Lorenzo Vivaldo, deceduto il 13 marzo precedente. Il 12 settembre 1990 riceve l'ordinazione episcopale, presso il lungomare dei navigatori a Porto Santo Stefano, dal cardinale Bernardin Gantin, coconsacranti l'arcivescovo Gaetano Bonicelli e il vescovo Eugenio Binini.
A causa di un'improvvisa malattia al cuore, Il 3 marzo 1994 interrompe con grande sofferenza l'esperienza di pastore di quella diocesi che gli è rimasta sempre particolarmente cara.

#### Prelato di Loreto
Ristabilitosi in salute, il 9 novembre 1996 è eletto prelato di Loreto e delegato pontificio per la basilica della Santa Casa.
A Loreto ha vissuto una intensa esperienza di accoglienza di pellegrini. Per nove anni consecutivi ha predicato i «Quaresimali», pubblicando poi in altrettanti libri le riflessioni dettate in quelle occasioni.
Contemporaneamente è stato nominato presidente della Conferenza episcopale marchigiana, del Comitato per i congressi eucaristici nazionali italiani, del Collegamento nazionale dei santuari italiani. È stato nominato anche vicepresidente della Pontificia accademia dell'Immacolata.
È stato presidente del Comitato italiano del Grande Giubileo del 2000.
Nel 2003 ha predicato gli esercizi spirituali della Quaresima a Giovanni Paolo II e alla Curia Romana.

#### Vicario generale per la Città del Vaticano e arciprete della basilica di San Pietro
Il 5 febbraio 2005 viene nominato da papa Giovanni Paolo II presidente della Fabbrica di San Pietro, vicario generale di Sua Santità per la Città del Vaticano e arciprete coadiutore della basilica di San Pietro in Vaticano. Il 31 ottobre 2006 papa Benedetto XVI lo ha nominato arciprete della basilica di San Pietro. Sostituisce in questi incarichi il cardinale Francesco Marchisano.
Il cardinal Comastri, che si riconosce come figlio spirituale di Madre Teresa di Calcutta, ha scritto le meditazioni per la Via Crucis presieduta da papa Benedetto XVI al Colosseo nella notte di Venerdì Santo del 2006.
È stato creato cardinale nel concistoro del 24 novembre 2007 da papa Benedetto XVI, ricevendo la diaconia di San Salvatore in Lauro. Fino alla creazione del cardinale Mauro Piacenza è stato il porporato italiano più giovane.
Il 19 maggio 2018 ha optato per l'ordine presbiterale mantenendo la titolarità di San Salvatore in Lauro elevata pro hac vice a titolo.
È membro della Congregazione per le cause dei santi.
Il 20 febbraio 2021 papa Francesco ha accettato la sua rinuncia dagli incarichi di vicario generale di Sua Santità per la Città del Vaticano e per le ville pontificie di Castel Gandolfo, arciprete della basilica di San Pietro in Vaticano e presidente della Fabbrica di San Pietro per raggiunti limiti d'età, ai sensi del can. 354 del Codice di diritto canonico, divenendone emerito all'età di settantasette anni; contestualmente gli è succeduto il cinquantacinquenne Mauro Gambetti, O.F.M.Conv., già custode generale del Sacro Convento di San Francesco in Assisi.
Il 17 settembre 2023 compie ottant'anni e, in base a quanto disposto dal motu proprio Ingravescentem Aetatem di papa Paolo VI del 1970, esce dal novero dei cardinali elettori e decade da tutti gli incarichi ricoperti nella Curia romana.

## Genealogia episcopale
La genealogia episcopale è:
- Cardinale Scipione Rebiba
- Cardinale Giulio Antonio Santori
- Cardinale Girolamo Bernerio, O.P.
- Arcivescovo Galeazzo Sanvitale
- Cardinale Ludovico Ludovisi
- Cardinale Luigi Caetani
- Cardinale Ulderico Carpegna
- Cardinale Paluzzo Paluzzi Altieri degli Albertoni
- Papa Benedetto XIII
- Papa Benedetto XIV
- Papa Clemente XIII
- Cardinale Marcantonio Colonna
- Cardinale Giacinto Sigismondo Gerdil, B.
- Cardinale Giulio Maria della Somaglia
- Cardinale Carlo Odescalchi, S.I.
- Cardinale Costantino Patrizi Naro
- Cardinale Lucido Maria Parocchi
- Papa Pio X
- Papa Benedetto XV
- Papa Pio XII
- Cardinale Eugène Tisserant
- Cardinale Bernardin Gantin
- Cardinale Angelo Comastri

## Opere
- Lassù qualcuno ti ama, RnS
- Dal buio alla luce, RnS
- Via della croce di Cristo e del cristiano, Elledici (1983)
- Lo spirito Santo vi insegnerà così ogni cosa, Elledici (1985)
- Ascolta il tuo Dio. Preghiere per quattro settimane, Paoline Editoriale Libri (1987)
- Preghiamo con la Bibbia, Elledici (1987)
- Preghiera nella vita. Veglie di preghiera per comunità parrocchiali, gruppi ecclesiali e famiglie cristiane, EDB (1988)
- Il giorno del Signore, Paoline Editoriale Libri (1991)
- Testimoni dell'amore (1), Rogate (1995)
- Testimoni dell'amore (2), Rogate (1996)
- Maria insegnaci il tuo sì!, Edizioni Monfortane (1998)
- Tu sei Trinità, Paoline Editoriale Libri (1999)
- Predicate la buona notizia! Meditazioni sulle letture dei giorni festivi per sacerdoti e laici. Ciclo C, Elledici (2000)
- Mi sono innamorato di Dio. Ernesto Olivero, Città Nuova (2000)
- Apocalisse. Un libro che interpreta il presente, EMP (2000)
- Il santuario. Luogo di incontro con l'infinito, Grafitalica (2000)
- Predicate la buona notizia! Meditazioni sulle letture dei giorni festivi per sacerdoti e laici. Ciclo A, Elledici (2001)
- Santi dei nostri giorni, EMP (2001)
- Predicate la buona notizia! Meditazioni sulle letture dei giorni festivi per sacerdoti e laici. Ciclo B, Elledici (2002)
- La firma di Dio, San Paolo Edizioni (2002)
- Dov'è il tuo Dio? Storie di conversioni nel XX secolo, San Paolo Edizioni (2003)
- Madre Teresa. Una goccia d'acqua pulita! Paoline Editoriale Libri (2003)
- Dio è amore. Esercizi spirituali predicati a Giovanni Paolo II e alla curia romana, San Paolo Edizioni (2003)
- Messaggio alla diocesi di Bari-Bitonto per il Congresso eucaristico nazionale (Bari, 21-29 maggio 2005), ECUMENICA (2004)
- Come andremo a finire? Indagine sul futuro dell'uomo e del mondo, San Paolo Edizioni (2004)
- Signore, insegnaci a pregare, Tau (2005)
- Prepara la culla: è Natale!, San Paolo Edizioni (2005)
- Non uccidete la libertà!, San Paolo Edizioni (2005)
- Nel buio brillano le stelle, San Paolo Edizioni (2005)
- Dio è padre, Paoline Editoriale Libri (2005)
- Santi dei nostri giorni, EMP (2006)
- Gli innamorati di Dio. Ernesto Olivero «raccontato» da Francesco d'Assisi, Città Nuova (2006)
- Via crucis al Colosseo con Benedetto XVI, Libreria Editrice Vaticana (2006)
- La Madonna non è un optional, Tau (2006)
- Non dimenticare la tua mamma, Cantagalli (2006)
- Vi racconto il Concilio con le parole di Giovanni Paolo II e di Benedetto XVI, Libreria Editrice Vaticana (2006)
- Prega e sarai felice!, San Paolo Edizioni (2006)
- L'angelo mi disse. Autobiografia di Maria, San Paolo Edizioni (2007)
- Gesù...e se fosse tutto vero?, San Paolo Edizioni (2008)
- Ti chiamerai Pietro. Autobiografia del primo papa, San Paolo Edizioni (2009)
- Donarsi è l'unico guadagno! Per riscoprire la bellezza della vocazione al sacerdozio e alla vita consacrata, San Paolo Edizioni (2010)
- Nelle mani di Dio, San Paolo Edizioni (2010)
- Dio scrive dritto, San Paolo Edizioni (2012) - ISBN 978-88-215-7323-1